# 만자이

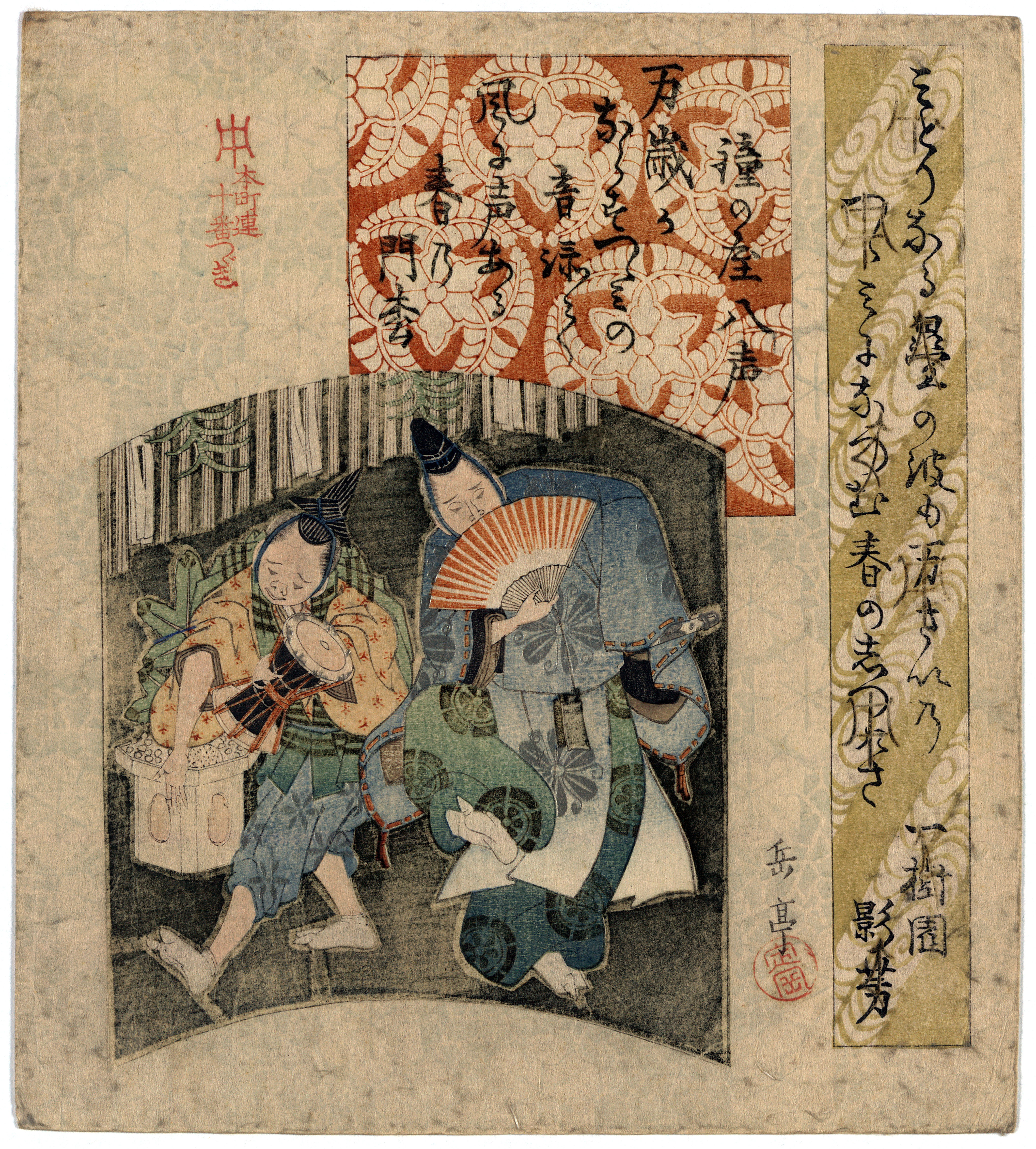
일본 전통 새해 축하 행사에서 만담을 공연하는 희극 배우 두 명을 묘사한 그림

만자이(漫才)는 일본의 엔게의 일종이다. 헤이안 시대에 성행한 전통 엔게 만자이가 에도 시대부터 쇼와 시대에 걸쳐 오사카 및 교토를 중심으로 행해지고 독자적으로 발전했다. 현재는 텔레비전이나 라디오 등 많은 매체에서 인기를 얻고, 버라이어티 프로그램에서 이루어지는 인기있는 엔게이다.

## 형식 및 구성
만자이는 기본적으로 대화의 흐름에 따라 관객을 웃게 만드는 연예이다. 2인 1조로 연기되는 경우가 많지만, 3인조나 4인조로 행해지기도 한다.단순 대화체를 기본으로 하는 것으로부터, 행하는 사람의 개성에 맞추어, 춤, 물건 흉내 등 자유롭다. 일상생활, 유행, 문화, 정치, 경제 등 폭넓은 소재를 다루는 것이 가능하며, 시류에 맞추어 변화시킬 수 있다.

### 보케와 씃코미
만자이는 기본적으로 보케(ボケ)와 씃코미(ツッコミ)라는 역할로 이루어져 있다.

## 같이 보기
- 더블 액트